# Thập đại đệ tử

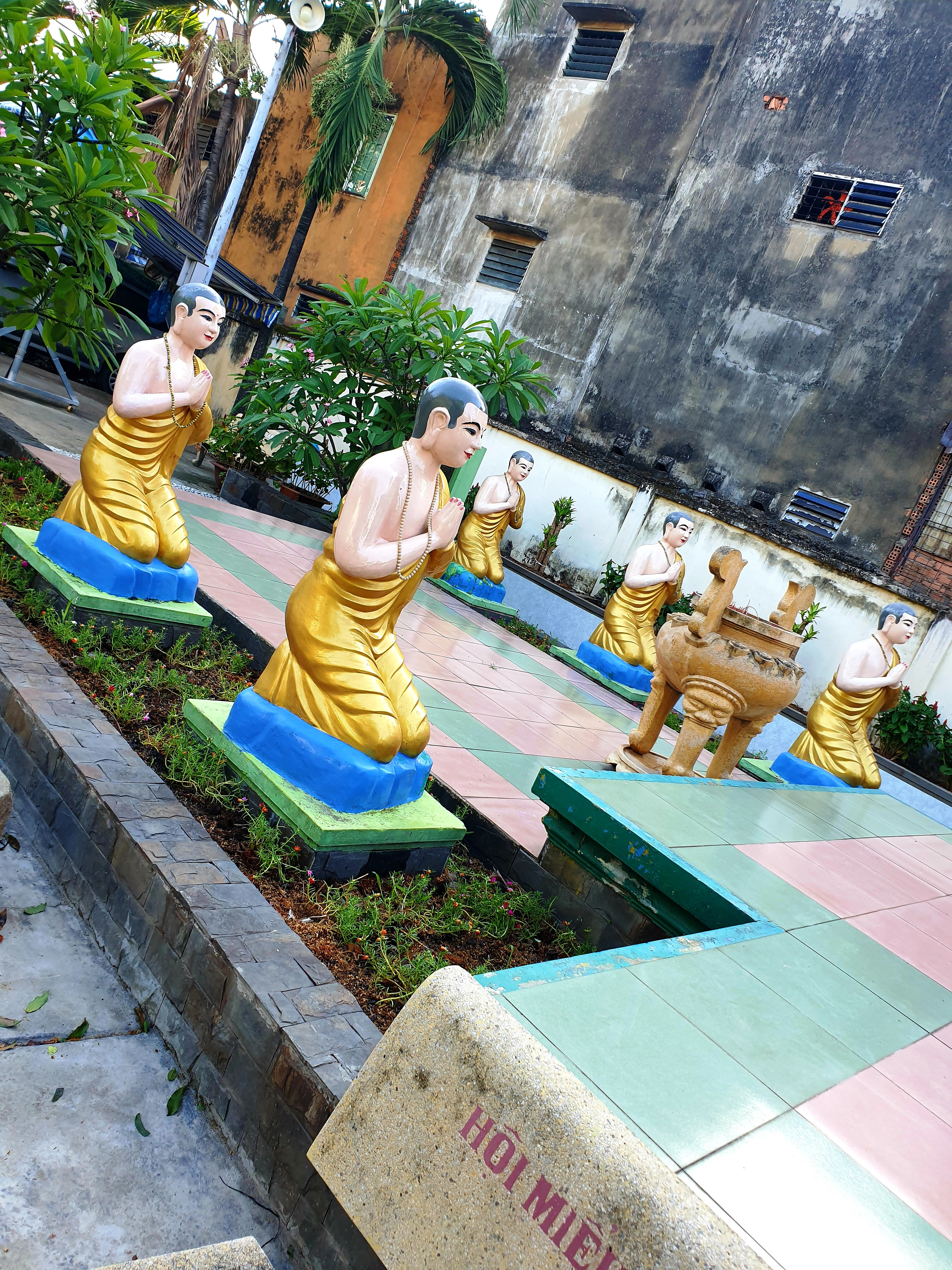
Tượng các đệ tử của Đức Phật, đặt tại trong Miếu Ngũ Hành Nương Nương

Thập đại đệ tử (chữ Hán: 十大弟子, tiếng Tạng tiêu chuẩn: ཉན་ཐོས་ཉེ་འཁོར་བའུ་) là danh xưng dùng để chỉ mười đệ tử quan trọng của Phật Thích-ca Mâu-ni, hay được nhắc nhở trong kinh sách Đại thừa (tiếng Phạn: mahāyāna).